# 椎名みくる
椎名 みくる (しいな みくる、1991年3月16日 - ) は、日本のAV女優。BELLTECH PRODUCTION所属。

## 略歴・人物
SODクリエイト主催の第2回シンデレラオーディションにおいて準グランプリを受賞し、2010年5月27日にAVデビュー。

## 出演作品
2010年
- 椎名みくる Debut (5月27日、SODクリエイト) - 第2回シンデレラオーディション 準グランプリ
- 椎名みくる 濃厚な絶頂アクメ初体験!! (6月24日、SODクリエイト)
- 初中出し援交デート 椎名みくる (7月22日､SODクリエイト)
- SODstar×SODCinderella 濃厚なる大乱交 (8月24日、SODクリエイト)
- 超激似 上○彩 PART4　(9月23日、SODクリエイト)
- SOFT ON DEMAND ユーザーのチ●ポが選んだ1番ヌケる 潮吹き＆電マ 20＋1　(10月7日、SODクリエイト)

2011年
- オトナの日本昔ばなし ダッチワイフの恩返し(3月5日、ATOM)
- 尻美人（8月15日、フェッチ）
- 女のカラダは美白スレンダーで選ぶ。（9月13日、E-BODY）
- 汚されて 堕ちてゆくフィアンセ ぬぐい去れない過去（10月6日、タカラ映像）
- 訳あり女子校生みくる（12月7日、GLAY’z IMPACT）
- 近親相姦の家系に嫁いだ巨乳若妻 義父と嫁（12月22日、ヒビノ）
- Wギャル巨乳温（12月19日、kira☆kira）共演：北川瞳
- 日本国民全裸の日9 ごっくん痴女バージョン（12月22日、アキノリ）
- 近親相姦の家系に嫁いだ巨乳若妻 義父と嫁（12月22日、ヒビノ）

2012年
- ゴックン目的で突然迫られ精液採取!?されちゃった僕。3（1月13日、アロマ企画）
- 非日常的悶絶遊戯 義理の姉はピチピチ女子大生、みくるの場合（1月13日、AVS collector’s）
- 人気女子アナとバレないようにこっそりやっちゃった俺（1月19日、アキノリ）
- エロ美少女に騎乗られちゃった僕。 〜いけない関係編〜（1月25日、アロマ企画）
- 3匹の発情メス犬飼育 4時間（2月3日、映天）
- ADが隠し持っていた隠し撮り秘蔵映像 4時間（2月3日、映天）
- 上司に!!嫌いな男性社員に!!強制奉仕させられ犯されるOLたち（2月13日、ハヤブサ）
- キスしながら乳首を責めて手こきして抜いてあげる II（2月25日、ハヤブサ）
- 小悪魔美少女に接吻で骨抜きにされちゃった僕。4（3月25日、アロマ企画）
- 意地悪寸止め手コキ2（3月25日、アロマ企画）
- 超快感フェラチオ 義姉、義妹、義娘のフェラは気持ちよすぎてザーメン大量発射（5月25日、ハヤブサ）
- 僕だけの義姉（6月7日、マドンナ）
- 抜かずの14発中出し（6月22日、EROTICA）
- 田舎の娘はセックスぐらいしかやることがない。（9月28日、バルタン）

## テレビ出演
- ビートたけしのあと1回だけ見ちゃいけないTV (2010年9月29日、TBS)
- 志村けんのだいじょうぶだぁみんな笑顔でがんばろうSP (2011年9月6日、フジテレビ)
- ゴッドタン ジェッタシー企画 (2012年6月30日、テレビ東京)